# Rudolf Schwarz (Autor, 1904)

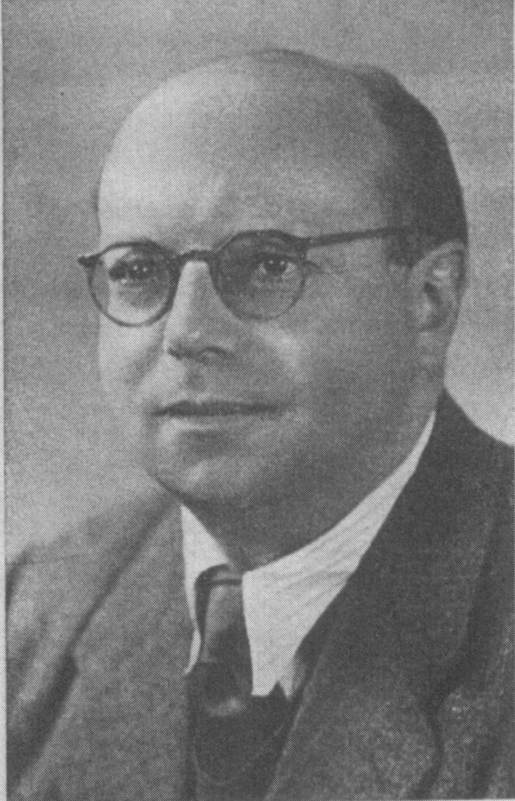
Rudolf Schwarz (1958)

Rudolf Philipp Wilhelm Schwarz (* 31. März 1904 in Prag; † 25. Februar 1963 in Neuffen) war ein deutscher Schriftsteller, Werbefachmann und Parapsychologe. Im Gegensatz zu den unter seinem Namen erschienenen parapsychologischen und wirtschaftswissenschaftlichen Veröffentlichungen schrieb er seine belletristischen Werke mehrheitlich unter dem Pseudonym Ralph Black.

## Leben
Rudolf Schwarz wurde als eines von fünf Geschwistern in Prag geboren. Seine Eltern waren Teilhaber einer größeren Möbelschreinerei. Er war Christ evangelischer Konfession. Kurz nach seiner Geburt verzog die Familie nach Esslingen am Neckar im Königreich Württemberg. Dort besuchte er von 1910 bis 1913 die Elementarschule und von 1913 bis 1922 das Real-Gymnasium (das heutige Georgii-Gymnasium). Nach einjähriger Werkstattpraxis absolvierte er die Technische Hochschule in Stuttgart und legte dort 1926 die Diplomprüfung für Maschinenbau ab. Von 1926 bis 1933 war er als Zeitungs- und Zeitschriften-Schriftleiter sowie in der Industrie als Betriebsleiter, Angebots- und Werbeingenieur tätig, darunter vier Jahre bei der Maschinenfabrik Augsburg-Nürnberg A.G. Ab 1933 betätigte er sich als beratender Werbeingenieur bei zahlreichen Maschinenfabriken. Nachdem er in den Jahren 1940–1942 an der Technischen Hochschule Stuttgart und an der Eberhard-Karls-Universität Tübingen wirtschaftswissenschaftliche Vorlesungen gehört und Seminare besucht hatte, schloss er sein Studium 1942 mit der Promotion zum Doktor der Staatswissenschaft ab.

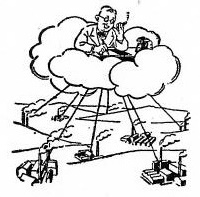
Frühes Logo des Werbebüros Dr. Schwarz

Das von ihm gegründete Werbebüro Dr. Schwarz in Erkenbrechtsweiler entwickelte sich in den Jahren nach dem Zweiten Weltkrieg zu einem der führenden Werbeunternehmen Deutschlands mit Zweigbüros in mehreren Großstädten, bevor er dieses krankheitsbedingt aufgeben musste. Rudolf Schwarz war verheiratet und hatte vier Kinder; über sein Privatleben ist wenig bekannt. Er starb im Alter von 58 Jahren an seinem Wohnort in Neuffen und wurde drei Tage später auf dem dortigen Friedhof beigesetzt.

## Parapsychologe
Rudolf Schwarz war in der Zeit nach dem Zweiten Weltkrieg einer der bekanntesten Jenseitsforscher im deutschen Sprachraum. Hierbei stützte er sich maßgeblich auf die sogenannten Jenseits-Protokolle, die seiner Zusammenarbeit mit dem Medium P.H. Landmann entstammten. Seinen Angaben nach stand hinter diesem Pseudonym ein pensionierter evangelischer Pfarrer, der „über einen ausgezeichneten Jenseitskontakt verfügte“.
Ergebnis dieser Tätigkeit waren, neben den aufgeführten Buchveröffentlichungen, zahlreiche Beiträge in Zeitschriften
mit vorwiegend okkulter Thematik. Seine Bücher wollte er durchaus auch als Ratgeber für das diesseitige Leben verstanden wissen. Zusätzlich zu seinen eigenen Veröffentlichungen übersetzte er auch englischsprachige Literatur, wie etwa In a Million Ways des britischen Hellsehers David U. Bedbrook, mit dem er befreundet war. Er war Präsident der Gesellschaft für metaphysische Forschung e.V. in Hannover,
in deren Monatsschrift er regelmäßig publizierte.

## Schriftsteller
Ohne dass die Öffentlichkeit dies mit seiner Person verband, schrieb er unter dem Pseudonym Ralph Black, einer anglisierten Variante seines Namens, auch etliche Romane. Hierbei reichte die Spanne vom klassischen Kriminalroman über Abenteuerromane in Heftform bis in den Bereich der Zukunftsliteratur. Sein 1947 erschienenes Erstlingswerk Jagd nach J.M. entwickelte sich zu einem großen Publikumserfolg und wurde schon zwei Jahre später bei einem anderen Verlag erneut herausgegeben. Jedoch brach die Publikation seiner Romane Anfang der 1950er Jahre ab, mehrere Werke blieben trotz in Werbung und Beilagen schon erschienener Ankündigungen und Klappentexte unveröffentlicht. In den folgenden Jahren erschienen von ihm vermehrt Schriften zu Themen der Jenseitsforschung.
Beruflich verfasste er auch wirtschaftswissenschaftliche Abhandlungen zu den Themenbereichen der Kundenwerbung und Verkaufsförderung, die teilweise bei der gleichen Verlagsgruppe erschienen, die auch seine parapsychologischen Schriften verlegte.

## Schreibstil
In seinen parapsychologischen Veröffentlichungen bekannte er sich zu einer wissenschaftlichen und tatsachenbasierten Herangehensweise und nannte er seine technische Qualifikation als Diplom-Ingenieur mehrfach mit als Garant für seine nüchterne Beurteilung der behandelten Phänomene.
Seine größtenteils im englischen Kulturkreis angesiedelten Romane sind von einer spürbaren Anglophilie und sorgfältig recherchierter Detailkenntnis geprägt, ohne dass er Großbritannien persönlich besucht hätte. Er bevorzugte die auktoriale Erzählsituation und beschränkte sich auf nur wenige Nebenhandlungen. Die Romaninhalte sind weitgehend chronologisch gestaltet und in der Gegenwartsform erzählt. Obwohl kurz nach dem Zweiten Weltkrieg erschienen, fehlen in seinen Werken jegliche Hinweise darauf. Vielmehr wird mehrheitlich eine Situation in den 1920er oder 1930er Jahren beschrieben, die aktuelle politische Konflikte vollständig ausblendet. Zudem fällt eine, gewiss berufsbedingte, Detailverliebtheit bei der Beschreibung technischer, insbesondere elektrischer Einrichtungen auf.

## Trivia
Am 13. März 1963, d. h. keine drei Wochen nach dem Tode von Rudolf Schwarz, berichtete P.H. Landmann (das Medium, mit dem er seinerzeit zusammengearbeitet hatte) davon, mit dem Verstorbenen Kontakt hergestellt zu haben. Nur wenige Tage später, am 22. März 1963, verstarb auch er selbst im Alter von 92 Jahren. Ein ausführlicher Bericht hierüber erschien unter dem Titel „Ich fand, was ich erwartete – Mitteilungen eines hinübergegangenen Jenseitsforschers“.

## Werke (Auswahl)

### Unter eigenem Namen veröffentlicht

#### Kurzgeschichten
- 1947: „Das Geheimnis von Dormburg“ in: „Zeit im Bild – Saarbrücker Illustrierte Zeitung“, Heft 1 vom 1. Januar 1947
- 1947: „Die Wunderpillen“ in: „Zeit im Bild – Saarbrücker Illustrierte Zeitung“, Heft 9 vom 23. Februar 1947

#### Sachbücher / Ratgeber Jenseitsforschung
- 1949: „Die Geisterwelt ist nicht verschlossen: Spontanphänomene nach Berichten lebender Zeugen“, Schwentine-Verlag, Preetz/Holstein 1949
- 1954: „Wie die Toten leben – Protokolle aus dem Jenseits“, Lebensweiser-Verlag, Büdingen-Gettenbach 1954
- 1956: „Mehr Licht aus dem Jenseits“, Lebensweiser-Verlag, Büdingen-Gettenbach 1956
- 1957: „Der geheime Weg zur Unsterblichkeit“, Lebensweiser-Verlag, Büdingen-Gettenbach 1957

#### Wirtschaftswissenschaft
- 1945: „Wiederaufbau durch Werbung“, Werbebüro Dr. Schwarz,[22] Erkenbrechtsweiler 1945
- 1946: „Gegenwärtige Möglichkeiten der Anzeigen-Werbung“, Werbebüro Dr. Schwarz, Erkenbrechtsweiler 1946
- 1947: „Unsere Sonderheit: Entwurf neuer Firmenzeichen“, Werbebüro Dr. Schwarz, Erkenbrechtsweiler 1947
- 1958: „Mehr verkaufen - mehr verdienen: Neue Wege zur Umsatzsteigerung und Kundenwerbung“, Verlag Welt und Wissen, Büdingen-Gettenbach 1958

### Unter dem PseudonymRalph Blackveröffentlicht

#### Romane
- 1948: „Jagd nach J.M.“, Hunia-Verlag, Berlin-Schmargendorf 1948
- 1949: „Bill Harris Taten und Abenteuer“, Rotar-Verlag, Gießen 1949 (Fortsetzungsroman, auf 100 Hefte angelegt,[23] nur 2 erschienen) mit den Bänden:
  - „Bill Harris Taten und Abenteuer 1: Der Raub der Atombombe“
  - „Bill Harris Taten und Abenteuer 2: Cojeyamenia, der Schrecken des Urwalds“
- 1950: „Jagd nach JM“, Karl-Mayer-Verlag, Stuttgart 1950 (Reprint)
- 1950: „Das Experiment des Dr. Delaware“, Karl-Mayer-Verlag, Stuttgart 1950
- 1950: „Glühende Augen“, Karl-Mayer-Verlag, Stuttgart 1950

### Unveröffentlicht
- 1950: „Grauen im Spessart“ (Roman)
- 1950: „Rache eines Toten“ (Roman)